# 位置情報ゲーム
位置情報ゲーム（いちじょうほうゲーム）は、携帯電話などの携帯情報端末の位置登録情報を利用したゲームである。
位置登録ゲーム、位置ゲームとも呼ばれるが、株式会社コロプラの商標「位置ゲー」が略称として広まっている。

## 概要
携帯電話端末には、自らの位置を知らせる位置登録システムが付随している。これは携帯電話システムの基地局からの位置情報を利用するものとGPSを利用するものとがあるが、ほとんどのゲームは双方に対応するように作られている。
このシステムを利用し、ゲーム運営側に自らの携帯電話端末の位置を知らせることで、移動距離やターゲット地点との距離差を算出させ、そのデータを元にしてゲームを進めていくことを目的とする。

## 内容
ゲームの内容はさまざまで、単なる「位置の情報」を利用したスタンプラリー的なものから、その情報に付随した「地域の情報」を利用するアイテム・キャラクター・データ収集、総移動距離を競い距離によってペットや都市・コロニーなどが成長するシミュレーション、またそれら全てを統合したような内容など幅広い。既存のコンピュータRPGを原作にしたものや、リアル謎解きゲームの一環として街を歩きながら謎を解くというスタイルの位置情報ゲームアプリを配信するケースもある。

## 歴史
2000年12月にJ-フォン（当時）の位置情報サービス「ステーション」が開始された際、同時に公開された「誰でもスパイ気分」、「クリックトリップ」が初期のサービスである。
2008年にマピオンがケータイ国盗り合戦を発表して以来、ホンダ（本田技研工業）、ソネットエンタテインメントなどが参入し、ユーザー数100万人を超える一大市場となった。
2002年に個人によって発表された「auのあんてな奪うのれす」（2度の管理人交代を経て、『日本縦断アンテナDASH』に繋がる）、2003年に個人によって発表された「コロニーな生活」（後に法人化され、『コロニーな生活☆PLUS』（現『コロニーな生活』）に繋がる）は位置情報ゲームのパイオニアとして知られている。
2009年11月にはドコモ・au・SoftBankの公式サイトとして、「犬わんグランプリ」がNTTレゾナント株式会社から提供が開始された。犬わんグランプリは、最新のFOMAに搭載されているオートGPS機能にも対応しており、移動距離の積算を自動的に行なうこともできる。
2010年2月にmobageのソーシャルゲームとして「しろつく」がケイブから配信された。同年6月にGREEでも配信され、2011年5月末でユーザー数300万人を突破したと同社から発表される。
2016年7月よりナイアンティックと株式会社ポケモンの共同開発によるスマートフォン向けアプリ「Pokémon GO」が配信され、世界的なブームを巻き起こした。本作リリース以降は他の位置情報ゲームに対しても、ユーザーから「○○ GO」という呼び方をされる場合もある。

## 特徴
位置登録システムは現在において販売されているほとんどの携帯電話に付随する機能であるため、携帯電話さえ持っていれば誰でも参加できる。さらに「移動する事」と「サイトにアクセスして位置登録する事」という2つの簡単な操作によってゲームが進行するため、ゲーム参加へのハードルを低くしている。一方で「移動すること」が重要であるため、ゲームのために旅行をする者もいる。
また、旅行会社、観光地、交通機関とゲーム運営者が連携し、特定の位置に対して特殊なデータやサービスを提供することで、ゲーム（スポンサー）による需要の創出を期待しているケースもある。
携帯端末がフィーチャーフォン（いわゆる「ガラケー」）からスマートフォンやタブレット端末へとユーザーの増加に伴い、配信されるほとんどのゲームが同対応アプリとなっており、かつてフィーチャーフォン対応であったゲームが移植配信されている場合もある。

## 主なゲーム
既にサービス終了したものも含む。「企業による運営」はWikipedia上に項目のあるもののみ記載。

### 企業による運営
| ゲーム名                                    | 開発・運営者                                                            | 対応キャリア                                             |
| ------------------------------------------- | ----------------------------------------------------------------------- | -------------------------------------------------------- |
| しろつく                                    | ケイブ                                                                  | mobage・GREE                                             |
| くにつく                                    | ケイブ                                                                  | GREE                                                     |
| みんなのシムシティ                          | エレクトロニック・アーツ                                                | GREE（スマートフォン未対応）                             |
| Foursquare Swarm（フォースクエア スワーム） | Foursquare Labs, Inc.                                                   | 各社スマートフォン・API経由等                            |
| ケータイ国盗り合戦                          | ONE COMPATH                                                             | ドコモ・au・SoftBank・ウィルコム iOSアプリ Androidアプリ |
| 犬わんグランプリ                            | NTTレゾナント                                                           | ドコモ・au・SoftBank (公式サイト)                        |
| コロニーな生活                              | コロプラ                                                                | ドコモ・au・SoftBank iOSアプリ Androidアプリ             |
| ココ釣りマスター                            | ソネットエンタテインメント                                              | ドコモ・au・SoftBank(Flash Lite 使用)                    |
| ニッポン城めぐり                            | ユーエム・サクシード                                                    | ドコモ・au・SoftBank                                     |
| アイドルマスターモバイル エリアゲーム       | バンダイナムコゲームス                                                  | ドコモ・au・SoftBank                                     |
| クリッターズ                                | デジタルレイ                                                            | ドコモ                                                   |
| エキッシュ                                  | オープンキューブ                                                        | ドコモ・au・SoftBank                                     |
| ピクタント フロンティア                     | GiGi                                                                    | iOSアプリ                                                |
| ロケタッチ                                  | NHN JAPAN                                                               | 各社スマートフォン・API経由等                            |
| Ingress                                     | Niantic Labs                                                            | iOSアプリ Androidアプリ                                  |
| ジョリーロジャー 〜謎の文明と海賊島〜       | シンクタンク／Razest                                                    | iOSアプリ Androidアプリ コロプラ                         |
| ステーションメモリーズ!                     | フジゲームス/モバイルファクトリー                                       | iOSアプリ Androidアプリ コロプラ                         |
| パズドラバトル                              | ガンホー・オンライン・エンターテイメント                                | iOSアプリ Androidアプリ                                  |
| Pokémon GO                                  | Niantic Labs/ポケモン                                                   | iOSアプリ Androidアプリ                                  |
| 妖怪ウォッチ ワールド                       | ガンホー・オンライン・エンターテイメント/レベルファイブ                 | iOSアプリ Androidアプリ                                  |
| テクテクテクテク → テクテクライフ           | ドワンゴ                                                                | iOSアプリ Androidアプリ                                  |
| ハリー・ポッター:魔法同盟                   | Niantic Labs/ワーナー・ブラザース・インタラクティブ・エンターテイメント | iOSアプリ Androidアプリ                                  |
| ドラゴンクエストウォーク                    | コロプラ/スクウェア・エニックス                                         | iOSアプリ Androidアプリ                                  |
| Pikmin Bloom                                | Niantic Labs/任天堂                                                     | iOSアプリ Androidアプリ                                  |
| モンスターハンターNow                       | Niantic Labs/カプコン                                                   | iOSアプリ Androidアプリ                                  |
| 信長の野望 出陣                             | コーエーテクモゲームス                                                  | iOSアプリ Androidアプリ                                  |

### 個人による運営
| ゲーム名                | 開発・運営者     | 対応キャリア                             |
| ----------------------- | ---------------- | ---------------------------------------- |
| 全駅制覇!駅コレクション | れさく＠電波の杜 | ドコモ・au・SoftBank・ウィルコム         |
| 道の駅コレSA&PA         | れさく＠電波の杜 | ドコモ・au・SoftBank・ウィルコム         |
| 妄想の監獄              | れさく＠電波の杜 | ドコモ・au・SoftBank・ウィルコム         |
| モバイル戦国時代        | れさく＠電波の杜 | ドコモ・au・SoftBank・ウィルコム         |
| 妄想の帝国              | れさく＠電波の杜 | ドコモ・au・SoftBank・ウィルコム         |
| 日本縦断アンテナDASH    | 木村岳文         | au・SoftBank(2G)・ウィルコム(京ぽんのみ) |
| エリア’(奪取)           | 零               | au                                       |
| あんてなめぇ            | MUKIDO           | au                                       |
| アンテナ集めまっしゅ    | 92◆dX0dzCGc3g    | au                                       |